# 夢実現プロジェクト
『夢実現プロジェクト』（ゆめじつげんプロジェクト）とは、九州朝日放送が実施した創立50周年記念企画および関連特別番組で、自身が持っている「夢」を叶えたいとこれに応募し、当選すればKBCによって夢が叶えられるというもの。この企画の目玉は、最優秀夢企画賞として100万円の賞金が贈呈される点だった。
当初はKBCテレビの主力番組である『アサデス。』や『ドォーモ』などの特集コーナーに盛り込まれていたが、中盤あたりから「夢実現プロジェクト」と題してアンコール放送のように30分番組を放送していた。また、上半期と下半期＆年間結果発表分については、ゴールデンタイムに特別番組として54分間の番組を放送した。